# Fatima Ptacek
Fatima Ptacek (New York, 20 agosto 2000) è un'attrice statunitense.

## Biografia
Fatima Ptacek nasce nel 2000 a New York, dove attualmente risiede con i genitori. Sua madre è ecuadoriana, mentre suo padre è di discendenza norvegese, cecoslovacca, irlandese e colombiana. È principalmente conosciuta come l'attuale voce di Dora, la protagonista della serie televisiva di Nickelodeon Dora l'esploratrice.

## Filmografia
- Busytown Mysteries (2007-2010)
- One Last Beat (2008)
- Speed Grieving (2009)
- Sweet Flame (2009)
- The Rebound (2010)
- Body of Proof (2011)
- Buried Secrets (2011)
- Anything is Possible: The Movie (2011)
- Dora l'esploratrice (2011–adesso)
- Curfew (2012)
- Tio Papi (2013)
- Before I Disappear (2014)
- Dora and Friends in città (2014-adesso)